# Họa mi đất ngực hung
Pomatorhinus ferruginosus là một loài chim trong họ Timaliidae.